# Šašová
Šašová je obec na Slovensku v okrese Bardejov. Žije zde 164 obyvatel, první písemná zmínka pochází z roku 1352. Nachází se zde řeckokatolický chrám Zesnutí přesvaté Bohorodice z roku 1845, který je národní kulturní památkou Slovenské republiky.